# Baga de Sant Miquel
La Baga de Sant Miquel és una obaga del terme municipal de Sant Quirze Safaja, a la comarca del Moianès.
És al nord-est de Sant Miquel del Fai, a llevant de la Caseta de Sant Miquel, a ponent de la masia de l'Onyó i a l'esquerra del Rossinyol. Constitueix tot el vessant nord-oest del Serrat de l'Onyó.